# Campanya contra Dong Zhuo
La Campanya contra Dong Zhuo (董卓討伐戰) es va iniciar en el 190 durant el període dels Tres Regnes per una coalició d'oficials regionals amb l'esperança de posar fi a la influència del Canceller Dong Zhuo en la crisi de la cort Han de la Xina.

## Antecedents
En el 189 Dong Zhuo va ocupar Luoyang, gràcies al caos produït per la mort de l'Emperador Ling de Han i la lluita sagnant entre la facció dels eunucs i els oficials de la cort. Dong Zhuo va fer dimitir l'hereu legítim, i va posar a l'Emperador Xian de Han com la seva marioneta.

## La campanya
Amb Yuan Shao com el seu líder, els membres de la coalició al·legaven que Dong volia usurpar el tron i havia segrestat al jove Emperador Xian. Al clàssic xinès literari del Romanç dels Tres Regnes, aquesta campanya és memorable almenys per dos famosos incidents: un on l'anteriorment desconegut Guan Yu mata al guerrer de renom Hua Xiong, i l'altre quan Liu Bei, Guan Yu i Zhang Fei lluiten contra Lü Bu - el guerrer més poderós en la novel·la. Les dues escenes són sovint reconstruïdes a l'òpera xinesa, juntament amb altres famoses escenes de la novel·la. Tots dos incidents, això no obstant, són ficticis; Hua Xiong va ser mort a la batalla amb Sun Jian. Liu Bei, Zhang Fei i Guan Yu no eren presents en la campanya. Hi eren lluitant contra els restants Turbants Grocs al nord i, per tant, no s'enfrontaren amb Lü Bu, que, històricament, va ser derrotat per Sun Jian.

## Conseqüències
La campanya va obligar a Dong a traslladar tota la cort imperial de Luoyang a Chang'an, i és un preludi en el final de la dinastia Han, i posteriorment, en l'inici del període dels Tres Regnes. Els membres de la coalició van justificar la seva campanya com a mètode per apartar a Dong Zhuo del poder. Els líders de la coalició es van establir com a senyors de la guerra.